# Georges van Parys
Georges van Parys, nascut Georges Eugène Émile Van Parÿs (París, 7 de juny, 1902 - Idem., 28 de gener, 1971), va ser un compositor francès de música de cinema, opereta i música lleugera. Va deixar la seva empremta a la seva època amb cançons populars que reflectien la seva personalitat: un músic parisenc. La seva carrera va abastar des de la dècada de 1930 fins a la de 1970.

## Biografia
Un pianista talentós, Georges van Parys va descobrir el "Groupe des Six", Ravel i Debussy als setze anys. El 1924, va debutar al cabaret "Chez Fyscher", com a pianista acompanyant d'estrelles com Yvonne George, Gaby Montbreuse, Lucienne Boyer i Arletty. A partir de 1927, va signar les seves primeres operetes, sobretot amb Serge Veber i Philippe Parés: Lulu, L'Eau à la bouche, 'Louis XIV amb Dranem, Morton, Pauline Carton, Loulou Hegoburu, Davia.
La seva trobada amb René Clair el 1930 va ser decisiva en un moment en què el cinema estava experimentant un punt d'inflexió important: l'aparició del cinema parlat. René Clair el va contractar per a la primera pel·lícula sonora musical francesa, Le Million. La banda sonora va ser coescrita per Philippe Parès i Armand Bernard. Va ser un pioner de la nova invenció de la música al cinema. Va escriure més de 300 bandes sonores, algunes de les quals són ara clàssics del cinema francès.
Diverses de les seves composicions es van convertir en estàndards de cançons franceses, com ara "Comme de bien entendu" (cantada per Arletty i Michel Simon), "C'est un mauvais garçon" (cantada per Henry Garat), "La Complainte de la Butte" (cantada per Cora Vaucaire), "La Complainte des infidèles" (cantada per Mouloudji), i altres. La llista dels seus intèrprets és vertiginosa. Entre ells hi ha Luis Mariano, Danielle Darrieux, Albert Préjean, Damia, Fréhel, Maurice Chevalier, Georges Brassens, Ginette Garcin i, més recentment, Patrick Bruel, Rufus Wainwright, Hélène Ségara i altres.
El 1960, va aparèixer al curtmetratge Le Rondon d'André Berthomieu. La seva carrera va ser reconeguda el 1968 amb el Grand Prix de la Musique de la Societat d'Autors, Compositors i Editors de Música (SACEM), de la qual va ser vicepresident.
Georges Van Parys estava casat amb la pintora i il·lustradora Blanche Van Parys.
Està enterrat al cementiri de Villiers-sur-Marne.

## Obra
Per conèixer la seva immensa obra, aneu al seu arxiu de la Viquipèdia francesa.